# Śluza Gorczyca
Śluza Gorczyca – ósma śluza na Kanale Augustowskim (licząc od strony Biebrzy). Znajduje się we wsi Gorczyca.
Wybudowana w roku 1828 przez inż. Jerzego Arnolda. W 1944 r. została uszkodzona przez oddziały AK podczas akcji dywersyjnej. Odbudowywana ze zniszczeń wojennych w latach 1947–1948 i 1954.
Kolejny generalny remont został zakończony w 2003 r. dzięki niemu śluza odzyskała swój pierwotny wygląd i konstrukcję.
- Położenie: 57 kilometr kanału
- Różnica poziomów: 2,81 m
- Długość: 43,23 m
- Szerokość: 5,95 m
- Wrota: drewniane
- Lata budowy: 1828
- Kierownik budowy: inż. Jerzy Arnold